# Next Generation ATP Finals 2022
Next Generation ATP Finals 2022  este un turneu de tenis masculin programat pentru cei mai buni jucători de simplu din Circuitul ATP 2022 cu vârsta de sub 21 de ani. Se desfășoară în perioada 8–12 noiembrie 2022 la Allianz Cloud Arena din Milano, Italia.
Carlos Alcaraz a fost campionul en-titre, dar s-a retras de la eveniment înainte de începerea competiției.
Brandon Nakashima l-a învins pe Jiří Lehečka în finală, cu 4–3(7–5), 4–3(8–6), 4–2, câștigând titlul. Nakashima a devenit primul jucător care a câștigat turneul la a doua sa participare.

## Calificare
Primii opt jucători din ATP Race to Milan din 2022 se vor califica. Jucătorii eligibili trebuie să aibă 21 de ani sau mai puțin la începutul anului (născuți în 2001 sau mai târziu).
     Jucător calificat pentru Next Gen ATP Finals
     Jucătorul s-a retras
| Clasificare ATP Race to Milan (la 7 noiembrie 2022) | Clasificare ATP Race to Milan (la 7 noiembrie 2022) | Clasificare ATP Race to Milan (la 7 noiembrie 2022) | Clasificare ATP Race to Milan (la 7 noiembrie 2022) | Clasificare ATP Race to Milan (la 7 noiembrie 2022) | Clasificare ATP Race to Milan (la 7 noiembrie 2022) | Clasificare ATP Race to Milan (la 7 noiembrie 2022) |
| #                                                   | Poz.ATP                                             | Jucător                                             | Puncte                                              | An naștere                                          | Dată calificare                                     |                                                     |
| --------------------------------------------------- | --------------------------------------------------- | --------------------------------------------------- | --------------------------------------------------- | --------------------------------------------------- | --------------------------------------------------- | --------------------------------------------------- |
| –                                                   | 1                                                   | Carlos Alcaraz (ESP)                                | 6.640                                               | 2003                                                | 30 septembrie                                       |                                                     |
| –                                                   | 10                                                  | Holger Rune (DEN)                                   | 2.911                                               | 2003                                                | 30 septembrie                                       |                                                     |
| –                                                   | 15                                                  | Jannik Sinner (ITA)                                 | 2.400                                               | 2001                                                | 30 septembrie                                       |                                                     |
| 1                                                   | 23                                                  | Lorenzo Musetti (ITA)                               | 1.865                                               | 2002                                                | 30 septembrie                                       |                                                     |
| 2                                                   | 41                                                  | Jack Draper (GBR)                                   | 1.020                                               | 2001                                                | 19 octombrie                                        |                                                     |
| 3                                                   | 49                                                  | Brandon Nakashima (USA)                             | 927                                                 | 2001                                                | 23 octombrie                                        |                                                     |
| 4                                                   | 74                                                  | Jiří Lehečka (CZE)                                  | 715                                                 | 2001                                                | 23 octombrie                                        |                                                     |
| 5                                                   | 90                                                  | Chun-hsin Tseng (TPE)                               | 611                                                 | 2001                                                | 25 octombrie                                        |                                                     |
| 6                                                   | 111                                                 | Dominic Stricker (SUI)                              | 497                                                 | 2002                                                | 27 octombrie                                        |                                                     |
| 7                                                   | 119                                                 | Francesco Passaro (ITA)                             | 473                                                 | 2002                                                | 27 octombrie                                        |                                                     |
| 8                                                   | 134                                                 | Matteo Arnaldi (ITA)                                | 419                                                 | 2001                                                | 6 noiembrie                                         |                                                     |
| Înlocuitori                                         |                                                     |                                                     |                                                     |                                                     |                                                     |                                                     |
| 9                                                   | 126                                                 | Luca Nardi (ITA)                                    | 452                                                 | 2003                                                |                                                     |                                                     |
| 10                                                  | 141                                                 | Timofey Skatov (KAZ)                                | 402                                                 | 2001                                                |                                                     |                                                     |

## Tabloul principal

#### Explicația simbolurilor
- Q = calificare
- WC = Wild card
- LL = Lucky loser
- Alt = înlocuitor
- SE = scutire specială
- PR = clasament protejat
- ITF = calificat prin clasament ITF
- JE = junior scutit
- w/o = victorie fără opoziție
- r = retras
- d = descalificat

## Capi de serie
1. Lorenzo Musetti (round robin)
2. Jack Draper (semifinale)
3. Brandon Nakashima (campion)
4. Jiří Lehečka (finală)
5. Tseng Chun-hsin (round robin)
6. Dominic Stricker (semifinale)
7. Francesco Passaro (round robin)
8. Matteo Arnaldi (round robin)

### Finală
|  | Semifinale | Semifinale        | Semifinale | Semifinale   | Semifinale | Semifinale | Semifinale |   |                   | Finală | Finală | Finală | Finală | Finală | Finală | Finală |  |
|  |            |                   |            |              |            |            |            |   |                   |        |        |        |        |        |        |        |  |
|  | 4          | Brandon Nakashima | 48         | 1            | 4          | 47         |            |   |                   |        |        |        |        |        |        |        |  |
|  | 4          | Brandon Nakashima | 48         | 1            | 4          | 47         |            |   |                   |        |        |        |        |        |        |        |  |
|  | 3          | Jack Draper       | 36         | 4            | 2          | 35         |            |   |                   |        |        |        |        |        |        |        |  |
|  | 3          | Jack Draper       | 36         | 4            | 2          | 35         |            | 4 | Brandon Nakashima | 47     | 48     | 4      |        |        |        |        |  |
|  |            |                   |            |              |            |            |            | 4 | Brandon Nakashima | 47     | 48     | 4      |        |        |        |        |  |
|  |            |                   | 5          | Jiří Lehečka | 35         | 36         | 2          |   |                   |        |        |        |        |        |        |        |  |
|  | 7          | Dominic Stricker  | 5          | Jiří Lehečka | 35         | 36         | 2          | 1 | 34                | 4      | 1      |        |        |        |        |        |  |
|  | 7          | Dominic Stricker  |            |              |            |            |            |   |                   |        |        |        |        |        |        |        |  |
|  | 5          | Jiří Lehečka      | 4          | 47           | 2          | 4          |            |   |                   |        |        |        |        |        |        |        |  |

### Grupa Verde
|   |                   | Nakashima                              | Lehečka                 | Passaro                                      | Arnaldi                                      | RR W–L | Set W–L      | Game W–L       | Ordine |
| 4 | Brandon Nakashima |                                        | 4–1, 4–3(7–2), 4–2      | 4–3(7–4), 4–2, 4–1                           | 2–4, 4–3(9–7), 4–3(7–4), 3–4(4–7), 4–2       | 3–0    | 9–2 (81.82%) | 41–28 (59.42%) | 1      |
| 5 | Jiří Lehečka      | 1–4, 3–4(2–7), 2–4                     |                         | 4–1, 4–3(9–7), 4–1                           | 4–3(7–5), 4–1, 4–3(7–4)                      | 2–1    | 6–3 (66.67%) | 30–24 (55.56%) | 2      |
| 8 | Francesco Passaro | 3–4(4–7), 2–4, 1–4                     | 1–4, 3–4(7–9), 1–4      |                                              | 4–3(9–7), 2–4, 3–4(4–7), 4–3(7–4), 4–3(10–8) | 1–2    | 3–8 (27.27%) | 28–41 (40.58%) | 3      |
| 9 | Matteo Arnaldi    | 4–2, 3–4(7–9), 3–4(4–7), 4–3(7–4), 2–4 | 3–4(5–7), 1–4, 3–4(4–7) | 3–4(7–9), 4–2, 4–3(7–4), 3–4(4–7), 3–4(8–10) |                                              | 0–3    | 4–9 (30.77%) | 40–46 (46.51%) | 4      |

### Grupa Roșie
|   |                  | Musetti                                          | Draper                       | Tseng                   | Stricker                                         | RR W–L | Set W–L      | Game W–L       | Ordine |
| 2 | Lorenzo Musetti  |                                                  | 1–4, 0–4, 3–4(3–7)           | 4–2, 4–2, 4–2           | 3–4(5–7), 3–4(6–8), 4–3(9–7), 4–3(8–6), 3–4(3–7) | 1–2    | 5–6 (45.45%) | 33–36 (47.83%) | 3      |
| 3 | Jack Draper      | 4–1, 4–0, 4–3(7–3)                               |                              | 1–4, 4–2, 4–3(7–2), 4–2 | 3–4(5–7), 3–4(5–7), 3–4(5–7)                     | 2–1    | 6–4 (60%)    | 34–27 (55.74%) | 2      |
| 6 | Tseng Chun-hsin  | 2–4, 2–4, 2–4                                    | 4–1, 2–4, 3–4(2–7), 2–4      |                         | 2–4, 1–4, 2–4                                    | 0–3    | 1–9 (10%)    | 22–37 (37.29%) | 4      |
| 7 | Dominic Stricker | 4–3(7–5), 4–3(8–6), 3–4(7–9), 3–4(6–8), 4–3(7–3) | 4–3(7–5), 4–3(7–5), 4–3(7–5) | 4–2, 4–1, 4–2           |                                                  | 3–0    | 9–2 (81.82%) | 42–31 (57.53%) | 1      |

Ordinea este determinată de: 1. numărul de victorii; 2. numărul de meciuri; 3. în caz de egalitate doi jucători, rezultat head-to-head; 4. în caz de egalitate trei jucători, procentul de seturi câștigate, apoi procentul de jocuri câștigate, apoi rezultat head-to-head; 5. clasament ATP.